# Копальні Кабесон-де-ла-Саль
Копальні Кабесон-де-ла-Саль – сукупність гірничодобувних майданчиків на півночі Іспанії за чотири десятки кілометрів на південний захід від Сантандеру, що здійснювали продукування кам’яної солі. 
Перші згадки про видобуток солі в Кабесоні відносяться до середини IX століття, хоча не виключено, що така діяльність відбувалась ще з більш давніх часів. Передумови для цього створила наявність соляного діапіру, вершина якого залягає на незначній глибині і контактує з водоносними горизонтами, що зумовлювало наявність солонуватих джерел. З плином часу почали споруджувати колодязі глибиною 10 – 15 метрів, які досягали водоносних горизонтів та давали можливість збільшити продуктивність промислів. Вода випаровувалась природнім шляхом або за допомогою вогню, при цьому останній метод потребував великої кількості дрів. 
У другій половині XVI століття промисли в Кабесоні стали королівською монополією. Роботи все так же виконували місцеві мешканці, проте вже в обмін на зарплату від урядового адміністратора. Сіль забезпечувала потреби оточуючого регіону, а також вивозилась через порти Хіхон та Сантандер до американських колоній та деяких африканських країн (наприклад, Камеруну). 
Принципово новий етап розвитку промислів почався в другій половині XIX століття та був пов’язаний з появою соляних шахт (втім, це не означало припинення відкачування ресурсу з колодязів), а також з лібералізацією гірничої справи. Відомо про існування шахти Лас-Туерас, що була приватизована в 1871-му та діяла ще кілька років, допоки в 1877-му її не затопило. На заміну ввели в дію шахту Тресано (Tresano), крім того, вже в 1882 – 1883 роках з’явились шахти Рамон, Фортуна та Провізіон (Provisión). Також відомо про існування в районі шахти Лас-Навас. Глибина підземних робіт була доволі невеликою, так, відомо, що шахта Тресано мала глибину 86 метрів, а Рамон була завглибшки 70 метрів.
З 1915-го щонайменше шахта Тресано належала бельгійській компанії Solvay, що в 1908-му ввела в дію у розташованій за півтора десятки кілометрів на схід Торрелавезі свій хімічний комплекс, що потребував хлориду натрію для продукуваня кальцинованої соди та діяльності електролізного виробництва. 
В 1920-х – 1930-х роках соляний промисел в Кабесон-де-ла-Саль зустрівся з серйозними ускалденнями через зависокі витрати, що запустило процес зупинки шахт, з яких у підсумку залишилась тільки Тресано. В 1949-му її відремонтували та електрифікували, що збіглося з приходом у компанію Salinas del Norte, яка здійснювала експлуатацію, нового інвестора. У 1955-му шахта виробила 1600 тонн солі. Втім, у підсумку і шахту Тресано закрили в 1979 (за іншими даними — 1982) році.
Також можливо відзначити, що Solvay в якийсь момент змогла повністю забезпечити свої потреби за рахунок соляної копальні Поланко, де організували масштабне викачування соляної ропи з глибоких пластів (на початку XXI століття цей майданчик міг продукувати біля 1,5 млн тонн солі на рік).